# 적목 현상

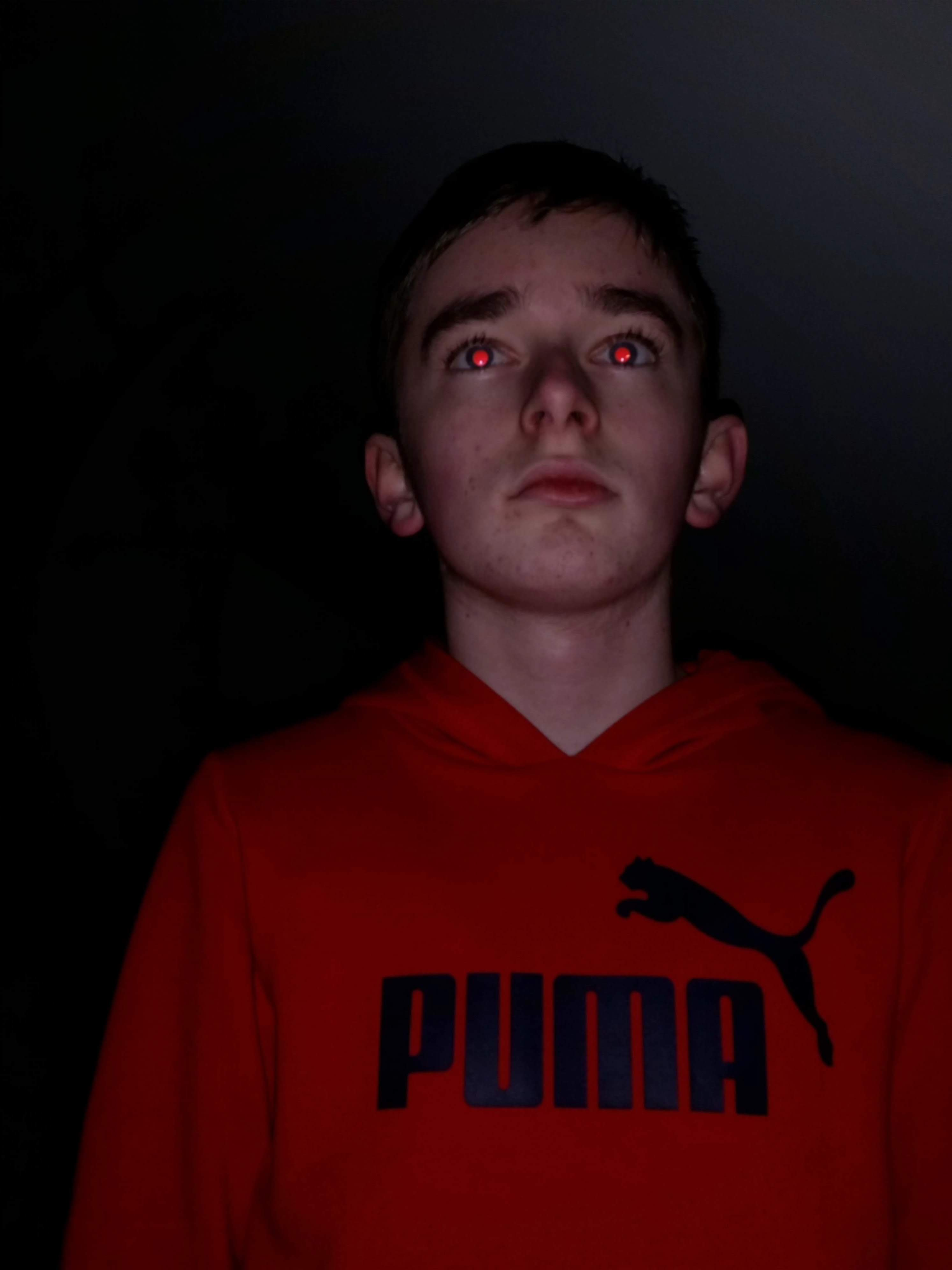
적목 현상의 사례

적목 현상(赤目現狀, Red-eye effect)은 컬러 사진에서 눈동자가 빨갛게 나타나는 현상이다. 주로 플래시와 같은 빠른 광원을 조사하였을 때 동공의 반응이 빠르지 못하여 눈 내부의 모세혈관이 비치면서 나타나며, 빛이 부족한 환경에서 플래시를 대상의 전면에 조사하였을 때 주로 발생한다.

## 적목 현상의 방지
적목 현상을 줄이는 데에는 다양한 방법이 있다.
- 현재 사용하는 대부분의 카메라에서는 적목 방지를 위하여 플래시를 두번에 나누어 터뜨리는 적목 감소 기능이 존재한다. 이를 이용하면 대부분의 적목 현상이 방지된다.
- 강한 빛이 직접 대상에 닿지 않도록 분산판이나 각도를 조정하여 반사광을 비출 수 있다.
- 실내에서는 지속광 혹은 실내 조명의 밝기를 늘이면 적목 현상 감소에 도움이 된다.
- 어두운 곳에서 플래시를 세게 조사하는 촬영을 피한다.
- 이미 촬영된 이미지의 경우, 다양한 디지털 현상 프로그램들은 적목 감소 도구를 지원하므로 적용시킬 수 있다.

## 같이 보기
- 적안